# Milvia Marigliano
Milvia Marigliano (Milano, 1956) è un'attrice italiana.

## Biografia
Nel 1978 apre insieme ad altri attori il Teatro Arsenale di Milano e nel 1982 si diploma all'Accademia dei Filodrammatici di Milano.
Dagli anni Ottanta ad oggi è stata diretta dai più noti registi italiani. Fra i teatri dai quali è scritturata vi sono il Piccolo Teatro di Milano, dove lavora con Tino Carraro, Ferruccio Soleri, Piero Mazzarella ed Ernesto Calindri, il Teatro Stabile di Catania, il Teatro Stabile di Calabria, il Teatro Franco Parenti, il Teatro dei Filodrammatici, il Teatro Stabile di Torino. 
Nel settembre 2001 ha debuttato al Festival di Benevento con Erodiadi di Giovanni Testori diretta da Cristina Pezzoli.
Nel 2002 ha interpretato Due di noi di Michael Frayn per la regia di Massimo Navone.
Nel gennaio 2004 recita nel Wilhelm Meister diretta da Gabriele Vacis e partecipa allo spettacolo Report, diretto da Cristina Pezzoli.
Nel gennaio 2006 è sul palco del Piccolo Teatro di Milano e lavora alla Madre Coraggio di Bertolt Brecht, diretta da Robert Carsen. 
Nel febbraio dello stesso anno parte il progetto Volti con i Sulutumana, monologo recitato e cantato su testi narrativi di Erri De Luca.
Da questa esperienza nasce Slum, spettacolo sull'Africa legato al COSV e Storie di Note. Progetto che la vede in scena come protagonista e regista insieme al gruppo musicale Il Parto delle Nuvole Pesanti. Slum ha debuttato al Mittelfest 2007 e ha aperto la stagione 2007/2008 allo Spazio Mil (ex Breda di Sesto San Giovanni). 
Nella stessa stagione teatrale è in scena con Il ritorno di Sergio Pierattini, per la regia di Veronica Cruciani. Alla fine del 2008 è al Teatro Stabile di Roma, Teatro India in E la notte canta di Jon Fosse per la regia di Valerio Binasco. Nello stesso periodo è la protagonista in 
Un mondo perfetto di Sergio Pierattini al Festival delle Primavere in Calabria. Sempre nel 2008 è al Teatro Mercadante con Don Giovanni torna dalla guerra di Ödön von Horváth.

## Teatro
- Sior torero brontolon, regia di André Ruth Shammah (2001-2003)
- Erodiadi, regia di Cristina Pezzoli (2002)
- Due di noi, da Michael Frayn, regia di Massimo Navone (2004)
- Al Moulin Rouge con Toulouse-Lautrec, regia di Walter Manfré (2004)
- Report, regia di Cristina Pezzoli (2004)
- Wilhelm Meister, regia di Gabriele Vacis (2006)
- Volti, monologo con testi di Erri De Luca (2006)
- Madre Coraggio, di Bertolt Brecht, regia di Robert Carsen (2007-2008)
- Slum, regia di Milvia Marigliano (2007-2008)
- Degli eterni sospiri, da Peppe Fonzo (2008)
- Don Giovanni torna dalla guerra, da Ödön von Horváth, regia di Carlo Cerciello (2008)
- Un mondo perfetto, di Sergio Pierattini (2008)
- E la notte canta, da Jon Fosse, regia di Valerio Binasco (2008)
- Manfred, regia di Andrea De Rosa (2010)
- L'amore di Fedra, da Sarah Kane, regia di Milvia Marigliano (2010)
- La madre, regia di Mimmo Borrelli (2010-2011)
- Interrogatorio a Maria, da Giovanni Testori (2011)
- Ritorno, regia di Sergio Pierattini (2011-2012)
- Romeo e Giulietta, regia di Valerio Binasco (2011-2012)
- Il mercante di Venezia, regia di Valerio Binasco (2013)
- Lo zoo di vetro, da Tennessee Williams, regia di Arturo Cirillo (2014-2015)
- Chi ha paura di Virginia Woolf, da Edward Albee, regia di Arturo Cirillo (2016-2017)
- Lunga giornata verso la notte, da Eugene O'Neill, regia di Arturo Cirillo (2018)
- I parenti terribili, da Jean Cocteau, regia di Filippo Dini (2024)

## Cinema
- Loro, regia di Paolo Sorrentino (2018)
- L'ospite, regia di Duccio Chiarini (2018)
- Sulla mia pelle, regia di Alessio Cremonini (2018)
- Il ragazzo dai pantaloni rosa di Margherita Ferri (2024)
- La grazia, regia di Paolo Sorrentino (2025)

## Cortometraggi
- El blues del loi, regia di Peppino Mazzotta (2021)
- L'ultimo dell'anno, regia di Fabrizio Provinciali (2021)

## Televisione
- W le donne, regia di Giancarlo Nicotra e Romolo Siena (1984-86)
- Trasmissione forzata, con Dario Fo e Franca Rame (1988)
- Ti piace Hitchcock?, regia di Dario Argento (2005)
- The Young Pope, regia di Paolo Sorrentino (2015)
- Luna Park, regia di Anna Negri e Leonardo D'Agostini (2020)

## Podcast
- La vespa celiaca di Pietro Sanclemente, regia di Renzo Martinelli, Teatro i (2021)